# 乌尔夫·施密特
乌尔夫·施密特（瑞典語：Ulf Schmidt，1934年7月12日—），瑞典前男子网球运动员。他曾联同斯文·戴维松获得1958年温布尔登网球锦标赛男子双打冠军。他在1962年宣布退役。